# Jules de Trooz
Jules de Trooz född 21 februari 1857 i Leuven, död 31 december 1907 i Bryssel, var en belgisk politiker.
de Trooz studerade i Leuven, tillhörde 1883-1889 Brabants provinsråd och var ledande kommunalman i Leuven. Från 1889 till sin död representerade han Leuven i parlamentet, där han gjorde sig bemärkt som av det katolska partiets främsta män, var 1899-1907 inrikes- och undervisningsminister i Paul de Smet de Naeyers ministär och bildade 2 maj 1907 en katolsk koncentrationsministär, i vilken han förutom presidiet innehade inrikesministerposten.